# Бычок Букчича
Бычок Букчича (лат. Gobius bucchichi) — прибрежная морская рыба семейства бычковых.
Придонный субтропический морской вид, достигает максимальной длины 10,0 см, обычно 3—3,8 см. Достигает половой зрелости на первом году жизни при длине тела 3,4—3,8 см.
Распространён в восточной Атлантике и Средиземном море. В Чёрном море у берегов Болгарии (у мыса Маслен нос), Крыма (район Отлеш и Севастополя), Кавказа (Анапа, Новороссийск, Сочи, Сухуми).
Населяет прибрежные участки с песком и илом с растительностью, скрывается среди щупалец актинии Anemonia sulcata. Также найдены в прибрежных лужах. Питается полихетами, ракообразными (особенно амфиподами), моллюсками и водорослями.
В 2016 году был открыт очень похожий вид Gobius incognitus. Считается, что значительная часть информации о бычках Букчича и часть их ареала относятся на самом деле к нему.